# Limosina fusca
Limosina fusca är en tvåvingeart som först beskrevs av Oswald Duda 1925.  Limosina fusca ingår i släktet Limosina och familjen hoppflugor. Inga underarter finns listade i Catalogue of Life.